# Dziedzickia nigra
Dziedzickia nigra är en tvåvingeart som beskrevs av Fisher 1939. Dziedzickia nigra ingår i släktet Dziedzickia och familjen svampmyggor.
Artens utbredningsområde är Costa Rica. Inga underarter finns listade i Catalogue of Life.